# キリストの洗礼 (パルミジャニーノ)
『キリストの洗礼』（キリストのせんれい、イタリア語: Battesimo di Cristo） は、パルミジャニーノによる板上の油彩画である。 画家が16歳のときに制作された、1519年ごろの最初期の現存する作品で、現在ベルリン絵画館に所蔵されている。
絵画は通常、ヴァザーリの『画家・彫刻家・建築家列伝』に書かれている以下の逸話と同一視されている。
「素描で傑出した業績を成し遂げた後、パルミジャニーノは自分自身の創作となる板絵である『キリストに洗礼を授ける洗礼者ヨハネ』を描いた。あまりに見事な出来栄えだったので、作品を見た者は子供によってかくも素晴らしい作品が描かれたということに驚いた。この絵画は、ゾッコーリの修道士によって管理されているパルマのヌンツィアータ教会に置かれた。」
文書に記録されているにもかかわらず、一部の研究者は本作がパルミジャニーノの作品であることに疑問を呈している。コペルティーニ (1933年)、クインタヴァッレ (1948年) といった研究者は、本作にパルミジャニーノではなく、北方 (フランドル) 絵画の様式を見てとっている。
古典的な形体において、本作は現在、ドレスデンのアルテ・マイスター絵画館にあるコレッジョの『聖フランチェスコの聖母』の人物像を参照している。引き伸ばされた人体像はパルミジャニーノの他の青年期の作品にも見られ、キリストの頭部はシカゴ美術館にあるコレッジョの『聖母子』を参照している。

## 部分

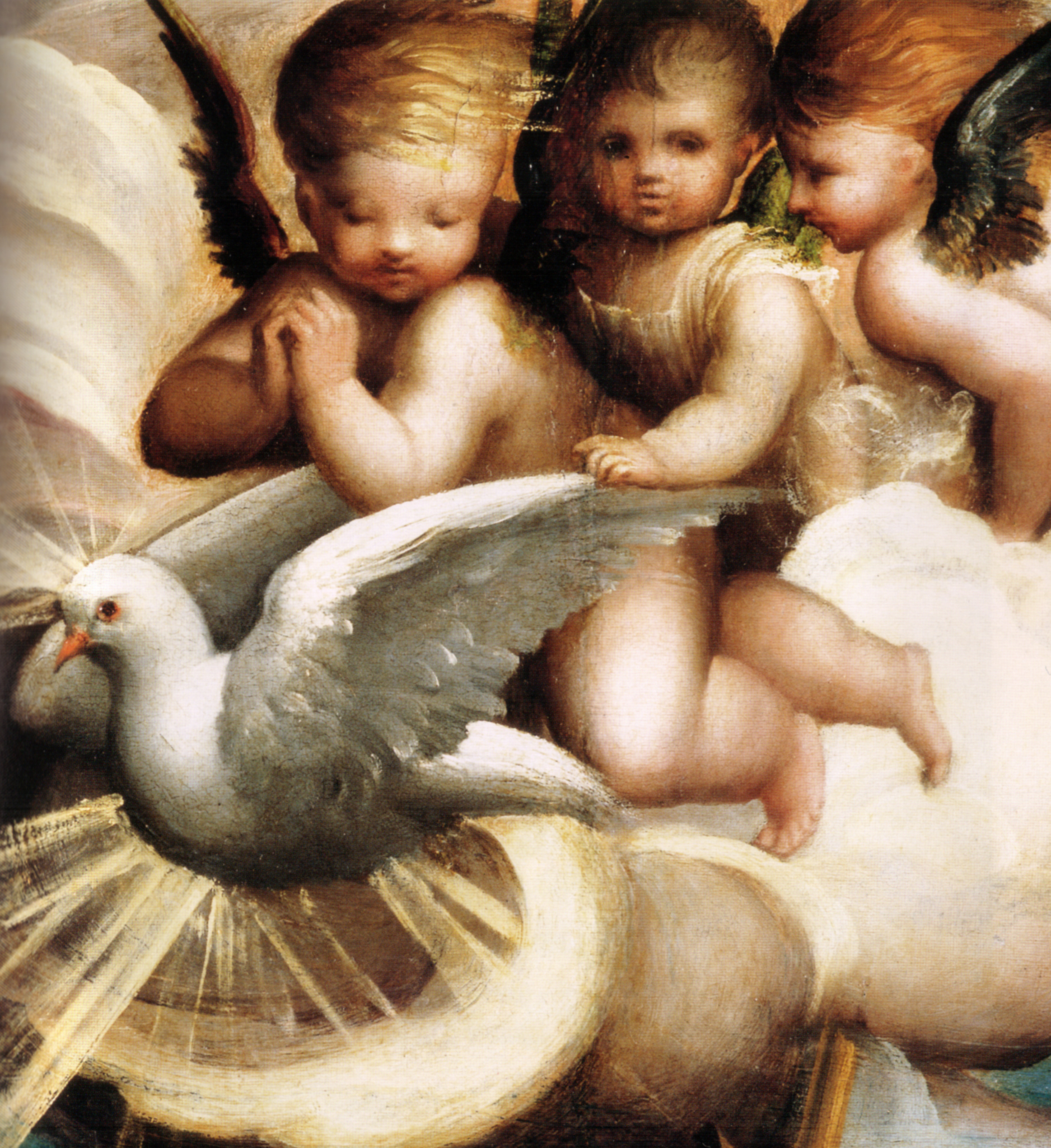
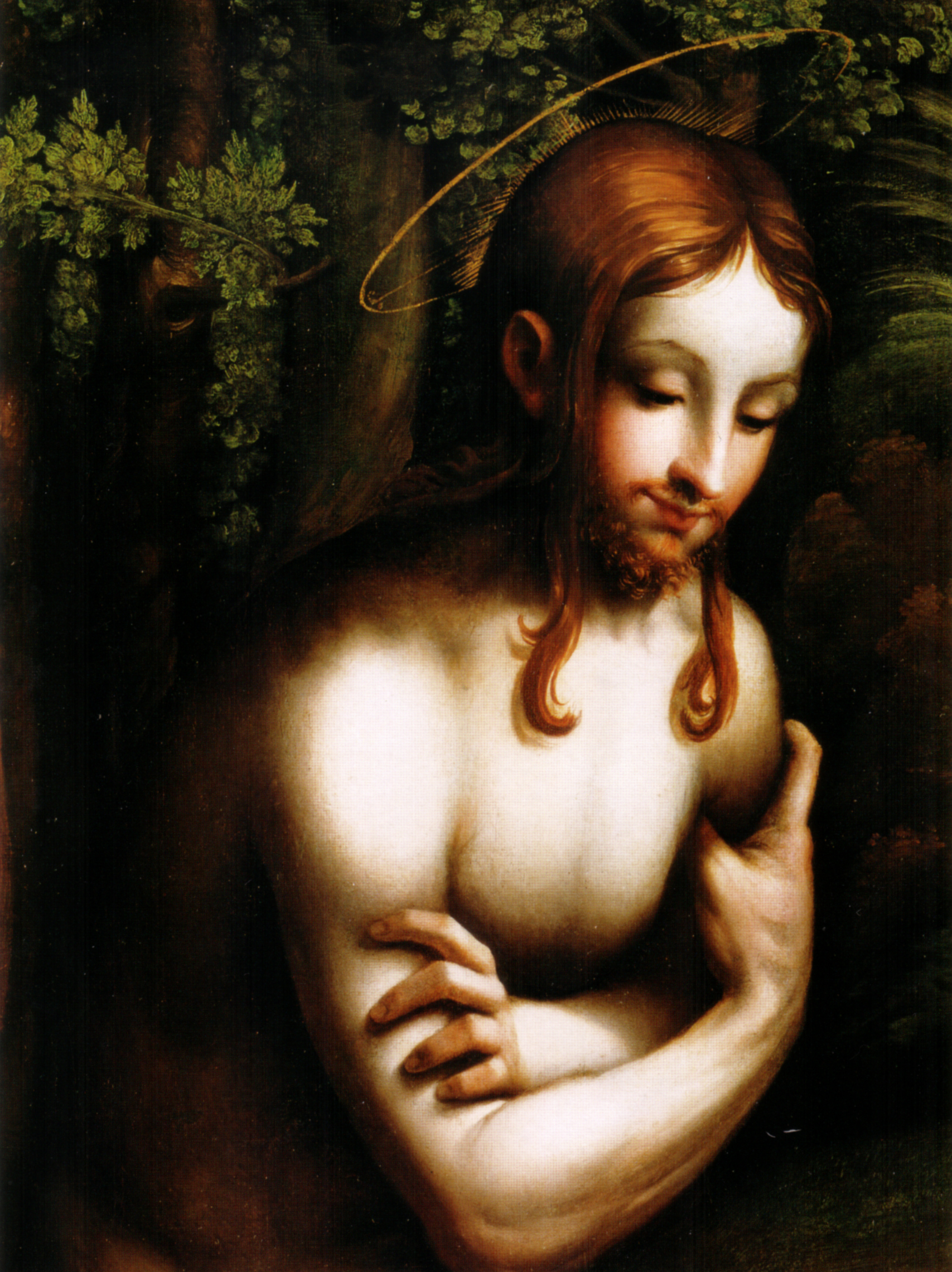